# Щагина, Анна Вячеславовна
Анна Вячеславовна Ща́гина (7 декабря 1991 года) — российская легкоатлетка, специализирующаяся в беге на 1500 метров.

## Карьера
В 2012 году завоевала серебро на молодёжном первенстве России на дистанции 1500 метров. На чемпионате России среди молодёжи 2012 года стала третьей на двух дистанциях: 800 и 1500 метров.
На зимнем чемпионате 2013 года завоевала бронзу на дистанции 1500 метров. 
На зимнем чемпионате 2014 года завоевала золото на дистанции 800 метров и бронзу на дистанции 1500 метров.
На зимнем чемпионате 2015 года завоевала бронзу на дистанции 1500 метров.
Серебряный призер Командного Чемпионата Европы 2014 года. Победительница Командного Чемпионата Европы 2015 в беге на 1500 м. 